# Gisele Frade
Gisele da Silva Frade, mais conhecida como Gisele Frade (São Paulo, 21 de maio de 1985), é uma DJ, produtora musical e atriz brasileira.
Ficou conhecida em 1997 ao participar da novela Chiquititas, interpretando a órfã Bia, e entre 2001 e 2004 destacou-se como Drica no seriado Malhação.

## Carreira
Em 1990, aos cinco anos, Gisele foi abordada pela dona de uma agência de modelos no salão de cabeleireiro de sua mãe, onde sempre cantava músicas de Angélica para os clientes, dando-lhe um cartão para que se tornasse modelo mirim. Contra a vontade da mãe, o cartão foi esquecido em uma gaveta até completar sete anos, quando seus pais se separaram e Gisele foi morar apenas com o pai, o espanhol Pepe. Após ligar para a agência, fez alguns trabalhos como modelo e um book, até que aos onze anos teve a oportunidade de se tornar atriz. 
Em 1997 a atriz fez sua estreia na televisão na novela Chiquititas, na época com 12 anos, onde interpretou Bia, uma das protagonistas, por duas temporadas, saindo em maio de 1998.
Em 1999 e 2000 fez parte do grupo As Crianças mais Amadas do Brasil, composto por ex-Chiquititas, onde fez shows por todo pais.
Em 2001, assinou com a Rede Globo, onde passou a fazer parte do elenco de Malhação como a personagem Drica. A aprovação do público foi tão grande que Gisele ficou no seriado quatro temporadas, sendo uma das poucas personagens a permanecer tanto tempo na trama. 
Após Malhação, a atriz teve uma passagem pelo canal educativo Futura. Estreou no teatro em Lisboa, na peça "Beijo na Boca", do Carlinhos Thiré.
Em 2006, abriu mão da carreira na atuação ao ter três filhas na sequência, tornando-se DJ focada na cena hiphop. Em 2014, começou a tocar na festa Grooveria, em São Paulo.

## Vida pessoal
Em 2005, Gisele se casou quatro vezes e teve três filhas: Lolita Flor (2005), Sophia Luz (2010) e Nina Rosa (2015).

## Filmografia

### Televisão
| Ano     | Título              | Personagem               | Notas           |
| ------- | ------------------- | ------------------------ | --------------- |
| 1997–98 | Chiquititas         | Beatriz Feraschi (Bia)   | Temporadas 1-2  |
| 2001–04 | Malhação            | Adriana Spinelli (Drica) | Temporadas 8–11 |
| 2006    | Futuras Profissões  | Laura                    |                 |
| 2024    | Geração Chiquititas | Ela mesma                |                 |

## Cinema
| Ano  | Título                     | Personagem     |
| ---- | -------------------------- | -------------- |
| 2024 | O Vazio de Domingo à Tarde | Mônica Velasco |

## Teatro
| Ano  | Título              | Refs.  |
| ---- | ------------------- | ------ |
| 2005 | Beijo na Boca       |        |
| 2011 | Fuck You Baby       |        |
| 2014 | Cadafalso           |        |
| 2018 | Sobre Anjos e OVNIS | [ 11 ] |

## Ligações Externas
- Gisele Frade. no IMDb.

- Gisele Frade no Facebook
- Gisele Frade no Instagram